# Carlota Pereira de Queirós
Carlota Pereira de Queirós, originàriament Carlota Pereira de Queiroz (São Paulo, 13 de febrer del 1892 — ibídem, 14 d'abril del 1982), fou una metgessa, escriptora, feminista, pedagoga i política brasilera. Destacà per ser la primera dona brasilera electa diputada federal. Participà en l'Assemblea Nacional Constituent, per tal de redactar la Constitució de la Nova República del Brasil entre 1934 i 1935. Aquesta constitució introduí el vot secret i el sufragi femení, creà el Tribunal de Treball, i definí els drets constitucionals laborals.

## Biografia
Carlota era filla de José Pereira de Queiroz i Maria Vicentina de Azevedo. Provenia d'una rica família llauradora, pel costat patern, i d'una família dedicada a la política, per la banda materna. Estudià en la Facultat de medicina de la Universitat de São Paulo des del 1920 fins al 1926, i s'hi graduà amb la tesi Estudis sobre el càncer, per la qual rebé el premi Miguel Couto. Metgessa interina de la Clínica de la Facultat de Medicina de la Universitat Federal de Rio de Janeiro, fou cap del Laboratori de Clínica Pediàtrica el 1928, i assistent del professor Pinheiro Cintra.
La becà el govern de São Paulo el 1929 per a estudiar dietètica infantil en centres mèdics de Suïssa.
Membre de l'Associació Paulista de Medicina de São Paulo, de l'Associació Francesa per a l'Estudi del Càncer, de l'Acadèmia Nacional de Medicina i de l'Acadèmia Nacional de Medicina de Buenos Aires, fundà l'Acadèmia Brasilera de Dones Metgesses, el 1950.

## Carrera política: primera diputada brasilera
En política, tingué una valuosa participació en la Revolució Constitucionalista del 1932 lluitant pels ideals democràtics defensats per l'estat de São Paulo, i sorgit com una resposta a la revolució de 1930 del Brasil. Organitzà, al costat de la Creu Roja, el «Departament d'Assistència als ferits», d'almenys 700 dones que brindaven la seua ajuda. Al novembre del 1932, formà part de la comissió de l'Hospital Central de l'Exèrcit, de Rio de Janeiro, a la recerca dels darrers presoners constitucionalistes que encara estaven hospitalitzats.
Al maig del 1933 fou elegida la primera diputada federal de la història del Brasil, per l'estat de São Paulo. En el Congrés Nacional entrà en la comissió de Salut i Educació. El seu mandat fou en defensa de les dones i els infants; treballà en millores educacionals per a les dones. Fou autora del primer projecte sobre la creació de serveis socials, així com de les esmenes que van prosperar en la fundació de la Cambra de venedor de diaris i la creació del Laboratori de Biologia Infantil. Després de la promulgació constituent el 17 de juliol del 1934, complí el seu mandat al maig del 1935.
Entra al 1934 en l'Institut d'Història i Geografia de São Paulo. Va ser triada, però, pel Partit Constitucionalista de São Paulo, en les eleccions d'octubre del mateix any, per la qual cosa romangué en el seu escó. Va ocupar el seu càrrec fins a la proclamació de l'Estado Novo, el 1937, quan Getúlio Vargas va tancar el Congrés. Durant el seu darrer període lluità per la redemocratització del Brasil.
A més a més, publicà una sèrie de treballs en defensa de les dones brasileres.

## Obres

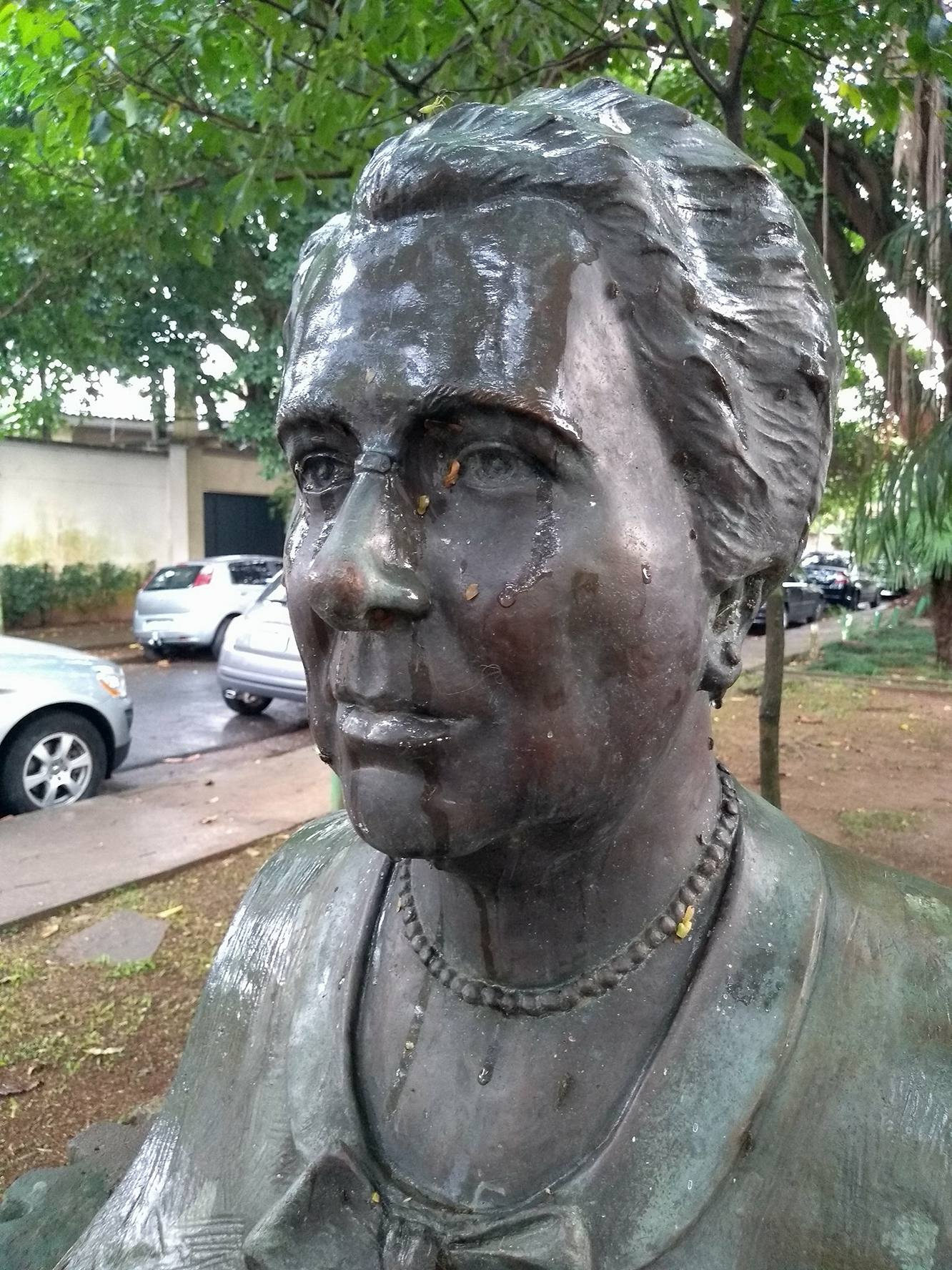
Bust situat a São Paulo.

A més de política, fou escriptora i historiadora. Publicà les obres:
- Un camperol paulista en el segle XIX (Um Fazendeiro Paulista no século XIX; 1965);
- Vida i mort d'un capità (Vida e Morte de um Capitão; 1969).

## Homenatges
Té un bust en la seua memòria, a la Plaça Califòrnia, del barri de Pinheiros, a la zona oest de la capital de São Paulo.
Té una avinguda al municipi de Socorro, al sud de São Paulo: Dr.ª Carlota Pereira de Queirós, igual que una Escola Municipal Infantil, del municipi de Tiradentes, i també un carrer del barri Cajuru, de Curitiba.